# 이범찬 (외교관)
이범찬(1959년 ~ )은 대한민국의 외무 공무원, 정무직 공무원이다. 경북 의성 출신이다.

## 학력
- 경북고등학교 졸업[1]
- 서울대학교 경제학과 졸업
- 미국 남가주대(USC) 경제학부 졸업(MA)
- 가천대학교 행정학과 졸업(Ph.D:정책학)

## 경력
- 국가정보원 국가정보대학원장[2]
- 국가정보원 처장
- 2008년 : 대통령직 인수위원회 외교통일안보위 전문위원[3]
- 2009년 : 주영국대한민국 대사관 공사[4]
- 국가정보원 차장보[5](해외 및 북한업무 담당)
- 강원대 행정학과 초빙교수
- 중원대학교 경제사회대학원 교수
- 2020년 6월 : 미래통합당 외교·안보특별위원회 위원
- 2020년 7월 : 미래통합당 이인영 통일부장관 후보자 청문자문단 자문위원
- 2021년 12월 ~ 2022년 1월: 국민의힘 선거대책위원회 중앙선대위 산하 위원회 글로벌비전위원회 위원
- 2022년 6월 ~ 2022년 7월: 국민의힘 해수부 공무원 피격사건 진상조사 TF 민간위원